# 10553 Stenkumla
A 10553 Stenkumla (ideiglenes jelöléssel 1993 FZ4) egy kisbolygó a Naprendszerben. Az UESAC program keretében fedezték fel fel 1993. március 17-én.